# 飲食男女 (音樂劇)
音樂劇《飲食男女》（英文：Eat Drink Man Woman, the musical）由天作之合劇場製作、冉天豪作曲的音樂劇，改編自1994年同名電影《飲食男女》。本作品於2018年9月7日～9日於臺中國家歌劇院、9月14日～16日於臺灣戲曲中心進行試演，並於隔年6月7日～9日於台中國家歌劇院、6月28日～7月7日於國家戲劇院首演。

## 大綱
老朱是個廚藝了得的國宴大廚，他在廚房中呼風喚雨，然而在家中的精心料理，卻不受女兒們的青睞。三個女兒恰如不同料理：大姊家珍性格保守壓抑；二姐家倩獨立且叛逆；三妹家寧情竇初開，懞懂天真。
當三姐妹都忙於應付人生裡新出現的困境與轉機，朱家餐桌上的豐盛菜餚更開始顯得多餘，每月一次的固定聚會也漸漸走味...

## 與電影版的差異
電影年代設定為1994，音樂劇版則設定為現代。三姊妹在電影中的職位分別為老師，航空公司，與學生(漢堡店打工），音樂劇版則設定為諮商師，行銷公關，和藝術科系相關大學生（炸雞店打工）。電影版二姐家倩有兩個曖昧對象，音樂劇版中合併為李凱。電影中錦榮剛離婚帶著小孩，在音樂劇版中並無小孩，也沒有明示錦榮的愛情狀況。音樂劇版中的梁伯母，則是常出入在圓山飯店的交際花，和老朱老溫相識十幾年。
音樂劇將電影最後驚爆秘密的聚餐戲安排在上半場結尾，因為這項調動，讓參加該次家宴的賓客成員不同，電影版是女兒與男伴們，音樂劇版則是三女兒與老溫。
下半場增補擴寫了關於老溫的喪禮與夢幻芭蕾，與老朱的婚宴，但一樣結尾在老朱與二女兒家倩獨自在家的互動情節。

## 曲目
作曲：冉天豪 作詞：張芯慈、陳星佑

### 上半場
- 《飲食男女》作曲：冉天豪 作詞：張芯慈

Part 1. 圓山大宴
Part 2. 上菜秀
- 《人生無謂》作曲：冉天豪 作詞：張芯慈
- 《朱家晚餐》作曲：冉天豪 作詞：陳星佑
- 《下一位，是誰？》作曲：冉天豪 作詞：陳星佑
- 《我想要的你給不給》作曲：冉天豪 作詞：陳星佑
- 《還有一顆心可以碎》作曲：冉天豪 作詞：陳星佑
- 《無欲無求》作曲：冉天豪 作詞：陳星佑
- 《荒謬家宴》作曲：冉天豪 作詞：陳星佑

Part 1.參加飯局是一場遊戲
Part 2.訪客到來
Part 3.唇槍舌劍
Part 4.心知肚明

### 下半場
- 《燒焦的佛跳牆》作曲：冉天豪 作詞：陳星佑
- 《最後的晚餐》作曲：冉天豪 作詞：張芯慈
- 《還有一顆心可以碎（再現）》作曲：冉天豪 作詞：陳星佑
- 《荒謬婚宴》作曲：冉天豪 作詞：陳星佑

Part 1.璀璨時刻
Part 2.叫我岳母大人
Part 3.心知肚明（再現）
- 《家的味道》作曲：冉天豪 作詞：張芯慈
- 《回家》作曲：冉天豪 作詞：陳星佑

## 演出人員
| 角色   | 2018年試演場    | 2019年首演場 | 2020年巡演場 | 2021年巡演場 |
| ------ | --------------- | ------------ | ------------ | ------------ |
| 老朱   | 程伯仁          | 聶雲         |              |              |
| 朱家珍 | 張郁婕          | 張世珮       |              |              |
| 朱家倩 | 管罄            | 金仁馨       |              |              |
| 朱家寧 | 顏辰歡          | 鍾琪         |              |              |
| 梁伯母 | 謝瓊煖          | 張丹瑋       |              |              |
| 梁錦榮 | 買黛兒‧丹希羅倫 | 辰亞御       | 大甜         | 史茵茵       |
| 李凱   | 楊宗昇          | 楊奇煜       |              |              |
| 老溫   | 胡詠善          | 黃浩詠       |              |              |
| 趙天麟 |                 | 尹仲敏       |              |              |
| 周承翰 | 王國讚          | 張心哲       |              |              |
| 佩貞   | 方中            |              |              |              |